# Vortex (jogo eletrônico)
Vortex (previamente conhecido como Citadel) é um jogo de tiro em três dimensões, desenvolvido pela Argonaut Software e lançado pela Electro Brain para Super Nintendo Entertainment System em setembro 1994.
É um dos poucos jogos que se utilizam do chip Super FX GSU-1.
O jogador controla um robô denominado Morphing Battle System e deverá destruir forças do exército inimigo.